# Shinojima
Shinojima (japanisch 篠島) ist eine japanische Insel in der Mikawa-Bucht.

## Geografie
Die 0,94 km² große Insel befindet sich am Ausgang der Mikawa-Bucht in die Ise-Bucht, auf halber Strecke zwischen der Chita-Halbinsel und der Atsumi-Halbinsel, wobei nördlich die Insel Himaka-jima liegt. Geologisch besteht die Insel aus Granit aus dem Ryoke-Gürtel. Auf Shinojima, das administrativ den 1961 nach Minamichita in der Präfektur Aichi eingemeindeten gleichnamigen Ortsteil (ōaza) bildet, leben 1763 (Stand: 2010) Einwohner. Die Insel Shinojima ist wiederum untergliedert von Nord nach Süd in die Unterortsteile (aza) Nakatejima (中手島), Koisojima (小磯島), Uraiso (浦磯), Higashiyama (東山), Gōdo (神戸), Teruhama (照浜), Nagahama (長浜), Dōyama (堂山), Akaishi (赤石), Tanabashi (棚橋), Mazegasaki (南風崎), Bezai (弁財), Shiabi (汐味), Ushitori (牛取) und Kujihama (鯨浜).
Shinojima ist zudem von diversen unbewohnten Eilanden umgeben, die – außer Togame-jima – weitere Unterortsteile bilden:
| Name          | Japanisch | Koordinaten                     |
| ------------- | --------- | ------------------------------- |
| Tsukumi-jima  | 築見島    | 34° 41′ 31″ N, 137° 0′ 28″ O    |
| Kijima        | 木島      | 34° 40′ 48″ N, 136° 59′ 57″ O   |
| Koyama-jima   | 小山島    | 34° 40′ 21,5″ N, 136° 59′ 54″ O |
| Hirokame-jima | 広亀島    | 34° 40′ 12″ N, 136° 59′ 27″ O   |
| Togame-jima   | 戸亀島    | 34° 40′ 13″ N, 136° 59′ 33″ O   |
| Matsushima    | 松島      | 34° 40′ 1″ N, 136° 59′ 43″ O    |
| Nojima        | 野島      | 34° 39′ 29″ N, 137° 0′ 29″ O    |

Nakate-jima (34° 41′ 6″ N, 137° 0′ 29″ O) und Koiso-jima (34° 40′ 56″ N, 137° 0′ 37″ O) im Norden Shinojimas waren früher ebenfalls eigenständige Inseln, wurden jedoch 1974 durch 17 ha Landaufschüttung mit der Hauptinsel verbunden.

## Shinmei-Schrein
Die Insel hat eine enge Bindung zum sehr bedeutenden Ise-Schrein. Dieser wird alle 20 Jahre komplett neu gebaut, wobei stets eine der zu ersetzenden Hallen nach Shinojima verfrachtet und dem dortigen Shinmei-Schrein (神明神社, Shinmei-jinja) gespendet wird. Das ersetzte Gebäude des Shinmei-Schreins geht wiederum auf den benachbarten Hachiōji-Schrein (八王子社, Hachiōji-sha) über. Der Shinmei-Schrein soll im Jahr 771 gegründet worden sein und beherbergt drei Kami darunter den Schutzgott der Insel, und der Hachiōji-Schrein im Jahr 1288 mit acht Kami darunter einen Schutzgott des Meeres und für Schiffbau.
Die Insel ist seit alters her jedes Jahr der alleinige Lieferant für den Ise-Schrein von exakt 508 Onbedai (御幣鯛, vgl. Onbe), d. h. gesalzenen und getrockneten Meerbrassen als Opfergaben für die Götter. Der Ise-Schrein unterhält dafür auf Nakate-jima eine Einrichtung zur Herstellung von Trockenfisch. Diese Tradition soll auf Yamatohime-no-mikoto, der Gründerin des Ise-Schreins, zurückgehen. Für den Transport zum 35 km entfernten Ise-Schrein wird die Lieferung mit den Schriftzeichen 太一御用 (taichi goyō, dt. etwa „Angelegenheit ersten Ranges“) beflaggt, was historisch Piraten davon abhielt die Schiffe anzugreifen und auch die Fürsten (Daimyō) veranlasste als Ehrerbietung von ihren Pferden abzusteigen.
Beide Schreine befinden sich im Ortsteil Gōdo, dessen Name eine Variante von Kambe ist, was historisch auf eine Ansiedlung von Haushalten hinweist die für einen Schrein arbeiten.